# Chromis
A Chromis a sugarasúszójú halak (Actinopterygii) osztályának sügéralakúak (Perciformes) rendjébe, ezen belül a korállszirtihal-félék (Pomacentridae) családjába tartozó nem.

## Tudnivalók
A Chromis-fajok előfordulási területe főleg az Indiai- és a Csendes-óceánokban van, de néhányuk az Atlanti-óceánban található meg. A korallszirteken vagy azok közelében élnek és rajokban úsznak. Apró és kis halak, amelyek általában 4-12 centiméter hosszúak, azonban vannak 20-29 centiméter közöttiek is.

## Rendszerezés
A nembe az alábbi 100 faj tartozik:
- Chromis abrupta Randall, 2001
- Chromis abyssicola Allen & Randall, 1985
- Chromis abyssus Pyle, Earle & Greene, 2008
- Chromis acares Randall & Swerdloff, 1973
- Chromis agilis Smith, 1960
- Chromis albicauda Allen & Erdmann, 2009
- Chromis albomaculata Kamohara, 1960
- Chromis alleni Randall, Ida & Moyer, 1981
- Chromis alpha Randall, 1988
- Chromis alta Greenfield & Woods, 1980
- Chromis amboinensis (Bleeker, 1871)
- Chromis analis (Cuvier, 1830)
- Chromis athena Allen & Erdmann, 2008
- Chromis atrilobata Gill, 1862
- Chromis atripectoralis Welander & Schultz, 1951
- Chromis atripes Fowler & Bean, 1928
- Chromis axillaris (Bennett, 1831)
- Chromis bami Randall & McCosker, 1992
- Chromis brevirostris Pyle, Earle & Greene, 2008
- Chromis cadenati Whitley, 1951
- Chromis caudalis Randall, 1988
- barna korallsügér vagy baráthal (Chromis chromis) (Linnaeus, 1758) - típusfaj
- Chromis chrysura (Bliss, 1883)
- Chromis cinerascens (Cuvier, 1830)
- Chromis circumaurea Pyle, Earle & Greene, 2008
- Chromis crusma (Valenciennes, 1833)
- Chromis cyanea (Poey, 1860)
- Chromis dasygenys (Fowler, 1935)
- Chromis degruyi Pyle, Earle & Greene, 2008
- Chromis delta Randall, 1988
- Chromis dimidiata (Klunzinger, 1871)
- Chromis dispilus Griffin, 1923
- Chromis durvillei Quéro, Spitz & Vayne, 2010
- Chromis earina Pyle, Earle & Greene, 2008
- Chromis elerae Fowler & Bean, 1928
- Chromis enchrysura Jordan & Gilbert, 1882
- Chromis fatuhivae Randall, 2001
- Chromis fieldi Randall & DiBattista, 2013
- Chromis flavapicis Randall, 2001
- Chromis flavaxilla Randall, 1994
- Chromis flavicauda (Günther, 1880)
- Chromis flavipectoralis Randall, 1988
- Chromis flavomaculata Kamohara, 1960
- Chromis fumea (Tanaka, 1917)
- Chromis hanui Randall & Swerdloff, 1973
- Chromis howsoni Allen & Erdmann, 2014
- Chromis hypsilepis (Günther, 1867)
- Chromis insolata (Cuvier, 1830)
- Chromis intercrusma Evermann & Radcliffe, 1917
- Chromis iomelas Jordan & Seale, 1906
- Chromis jubauna Moura, 1995
- Chromis kennensis Whitley, 1964
- Chromis klunzingeri Whitley, 1929
- Chromis lepidolepis Bleeker, 1877
- Chromis leucura Gilbert, 1905
- Chromis limbata (Valenciennes, 1833)
- Chromis limbaughi Greenfield & Woods, 1980
- Chromis lineata Fowler & Bean, 1928
- Chromis lubbocki Edwards, 1986
- Chromis margaritifer Fowler, 1946
- Chromis meridiana Greenfield & Woods, 1980
- Chromis mirationis Tanaka, 1917
- Chromis monochroma Allen & Randall, 2004
- Chromis multilineata (Guichenot, 1853)
- Chromis nigroanalis Randall, 1988
- Chromis nigrura Smith, 1960
- Chromis nitida (Whitley, 1928)
- Chromis notata (Temminck & Schlegel, 1843)
- Chromis okamurai Yamakawa & Randall, 1989
- Chromis onumai Senou & Kudo, 2007
- Chromis opercularis (Günther, 1867)
- Chromis ovalis (Steindachner, 1900)
- Chromis ovatiformes Fowler, 1946
- Chromis pamae Randall & McCosker, 1992
- Chromis pelloura Randall & Allen, 1982
- Chromis pembae Smith, 1960
- Chromis planesi Lecchini & Williams, 2004
- Chromis punctipinnis (Cooper, 1863)
- Chromis pura Allen & Randall, 2004
- Chromis randalli Greenfield & Hensley, 1970
- Chromis retrofasciata Weber, 1913
- Chromis sanctaehelenae Edwards, 1987
- Chromis scotochiloptera Fowler, 1918
- Chromis scotti Emery, 1968
- Chromis struhsakeri Randall & Swerdloff, 1973
- Chromis ternatensis (Bleeker, 1856)
- Chromis trialpha Allen & Randall, 1980
- Chromis unipa Allen & Erdmann, 2009
- Chromis vanderbilti (Fowler, 1941)
- Chromis verater Jordan & Metz, 1912
- Chromis viridis (Cuvier, 1830)
- Chromis weberi Fowler & Bean, 1928
- Chromis westaustralis Allen, 1976
- Chromis woodsi Bruner & Arnam, 1979
- Chromis xanthochira (Bleeker, 1851)
- Chromis xanthopterygia Randall & McCarthy, 1988
- Chromis xanthura (Bleeker, 1854)
- Chromis xouthos Allen & Erdmann, 2005
- Chromis xutha Randall, 1988
- Chromis yamakawai Iwatsubo & Motomura, 2013